# Halita
La halita, sal o sal de roca es un mineral sedimentario, un tipo de sal, que es la forma mineral (natural) del cloruro de sodio (NaCl). Forma cristales isométricos. Suele ser incolora o blanca, pero también puede ser de color azul claro, azul oscuro, púrpura, rosa, rojo, naranja, amarillo o gris, dependiendo de la inclusión de otros materiales, impurezas y anomalías estructurales o isotópicas en los cristales. Se la encuentra comúnmente en presencia de otros minerales de depósito de evaporita como por ejemplo sulfatos, haluros y boratos.
El nombre halita se deriva de la palabra griega antigua para "sal", ἅλς (háls).

## Yacimientos

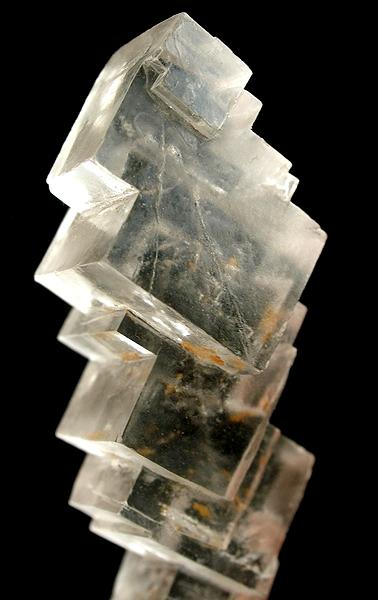
Cubos de halita de Stassfurt, Alemania

La halita puede ser encontrada en todos los continentes en depósitos sedimentarios que van desde unos pocos metros hasta más de 300 m de espesor. Estos depósitos son llamados "evaporita" ya que se forma a partir de la evaporación de depósitos de agua salobre o salada. La deformación de los depósitos de sal puede provocar la extrusión de halita hacia la superficie.
Los domos de sal son diapiros verticales o masas de sal en forma de tubería que han sido esencialmente "exprimidas" de los lechos de sal subyacentes por movilización debido al peso de la roca suprayacente. Los domos de sal contienen anhidrita, yeso y azufre nativo, además de halita y silvita. Son comunes a lo largo de las costas del Golfo de México y a menudo se asocian con depósitos de petróleo. Alemania, España, los Países Bajos, Dinamarca, Rumania e Irán también tienen domos de sal.
En Francia y  algunas otras localidades se pueden encontrar variedades inusuales de halita de color púrpura y textura fibrosa además de saber salado. Los cristales de halita denominados "cristales de tolva" que parecieran ser "esqueletos" de los cubos típicos, con los bordes presentes y depresiones escalonadas en cada cara del cristal. En un entorno de cristalización rápida, los bordes de los cubos simplemente crecen más rápido que los centros. Los cristales de halita se forman muy rápidamente en algunos lagos que se evaporan rápidamente, lo que da como resultado artefactos modernos con una capa o incrustaciones de cristales de halita.
Las flores de halita son estalactitas poco comunes de fibras rizadas de halita que se encuentran en ciertas cuevas áridas de la llanura de Nullarbor en Australia.
La mina de sal subterránea más grande del mundo es la mina de sal de Sifto. Produce más de 7 millones de toneladas de sal de roca al año utilizando el método de minería de cámaras y pilares. Se encuentra a medio kilómetro bajo el Lago Hurón en Ontario, Canadá.

## Usos
La sal se usa ampliamente en la cocina como potenciador de sabor y para curar una amplia variedad de alimentos como el tocino y el pescado. Se utiliza con frecuencia en los métodos de conservación de alimentos en diversas culturas. Las piezas más grandes se pueden moler en un molinillo de sal o se pueden espolvorear sobre la comida con un salero como "sal de acabado".
La halita también se usa a menudo tanto residencial como municipalmente para controlar el hielo. Debido a que la salmuera (solución de agua y sal) tiene un punto de congelación más bajo que el agua pura, poner sal o agua salada en hielo que está por debajo de 0 grados Celsius (32,0 °F) hará que este se derrita; este efecto se denomina descenso crioscópico. Es común que los propietarios de viviendas en climas fríos esparzan sal en sus aceras y entradas de vehículos después de una tormenta de nieve para derretir el hielo. No es necesario usar grandes cantidades de sal hasta que el hielo se derrita por completo. Una pequeña cantidad de sal debilitará el hielo para que pueda eliminarse fácilmente por otros medios. Además, muchas ciudades esparcen una mezcla de arena y sal en las vialidades durante y después de las tormentas de nieve para mejorar la tracción. Usar salmuera es más efectivo que esparcir sal seca porque la humedad es necesaria para que la depresión del punto de congelación ocurra y la sal húmeda se adhiere mejor a los pavimentos. En cambio si se usa sal seca esta puede ser eliminada por el tráfico automotriz.
Algunas culturas, especialmente en África y Brasil, prefieren una amplia variedad de diferentes sales de roca para diferentes platos. Se evita la sal pura ya que los colores particulares de la sal indican la presencia de diferentes impurezas. Muchas recetas requieren tipos particulares de sal de roca, y a la sal pura importada a menudo tiene impurezas agregadas para adaptarse a los gustos locales.
Históricamente, la sal se usaba como moneda en los sistemas de trueque y estaba controlada exclusivamente por las autoridades y sus representantes designados. En algunas civilizaciones antiguas la práctica de salar la tierra se hacía para convertir la tierra conquistada de un enemigo en infértil e inhóspita como un acto de dominación o venganza. Se puede encontrar una referencia bíblica a esta práctica en Jueces 9:45: "Mató a la gente que había en ella, derribó el muro y sembró el lugar con sal".

## Galería de imágenes

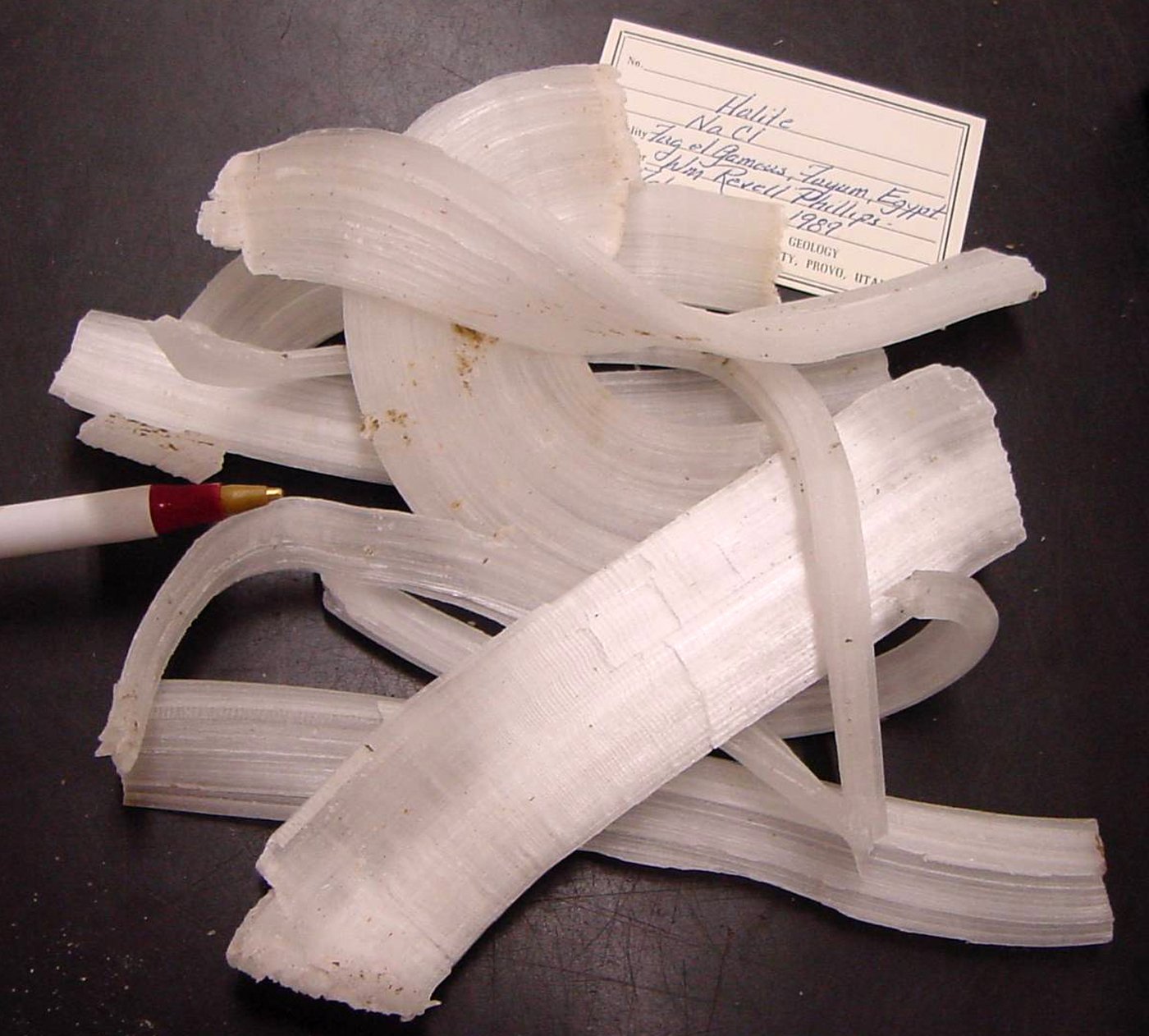
Cristales de halita inusuales de Faiyum, Egipto
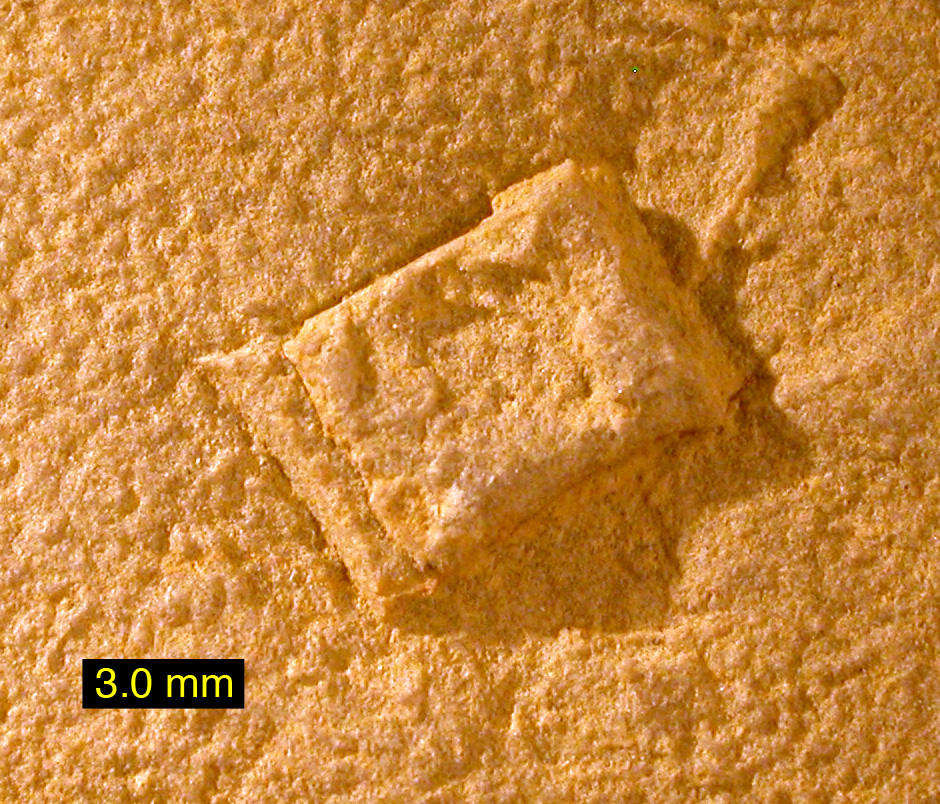
Tolva de cristal de halita fundido en una roca jurásica, encontrado en la formación Carmel, Utah
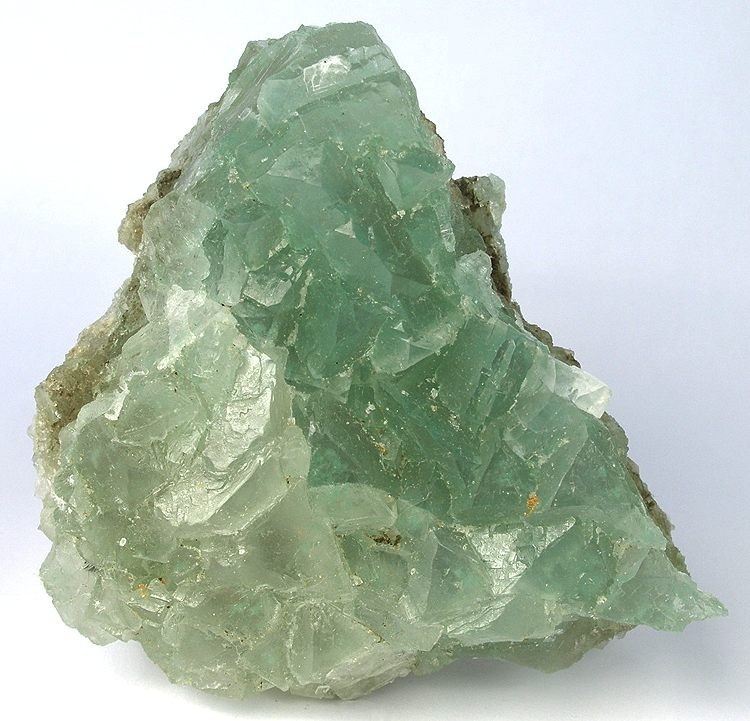
Cristales agudos de halita que presentan un color verde causado por inclusiones de malaquita.
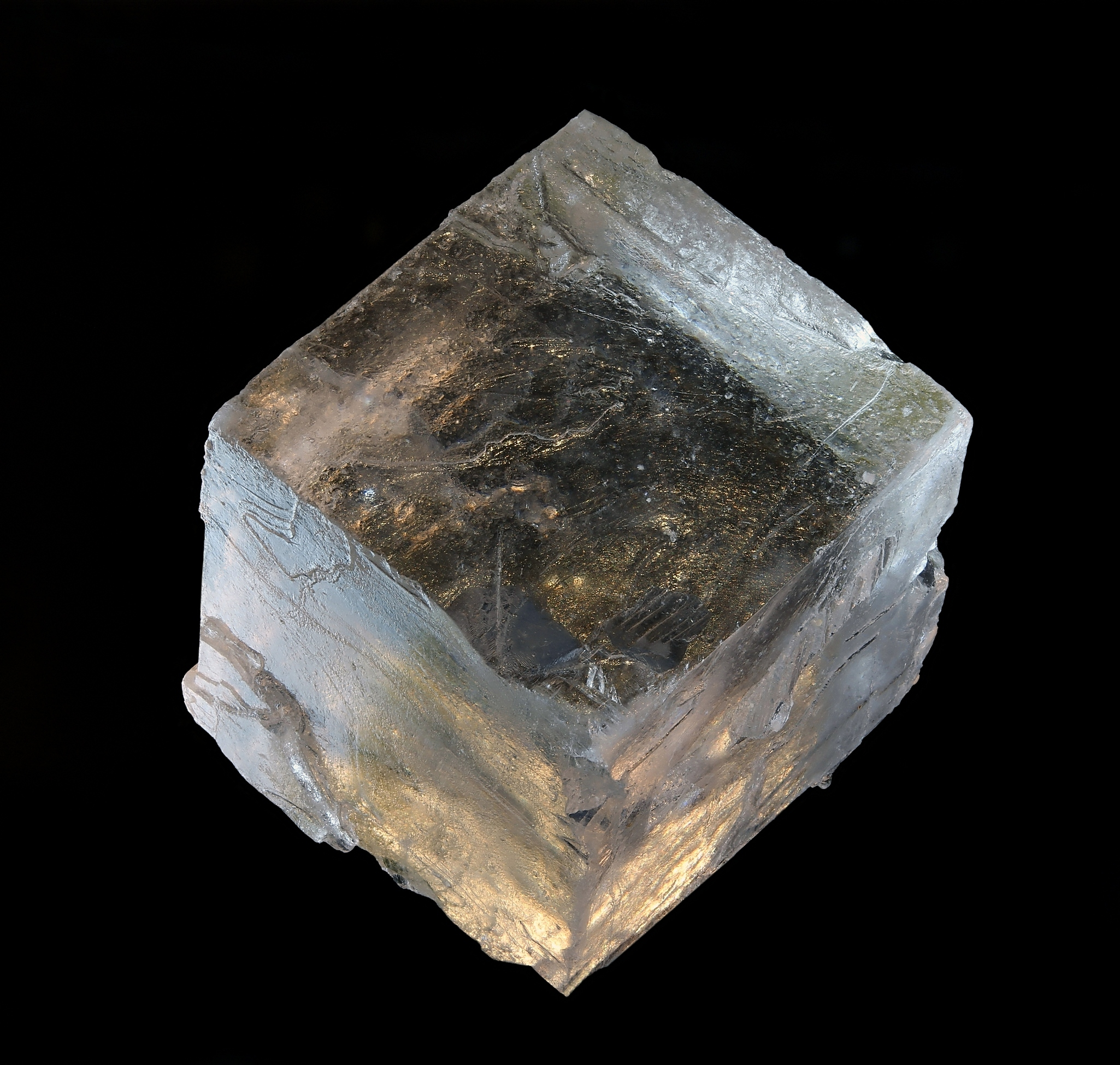
Gran cristal natural de halita, que muestra la forma de cristal cúbico.
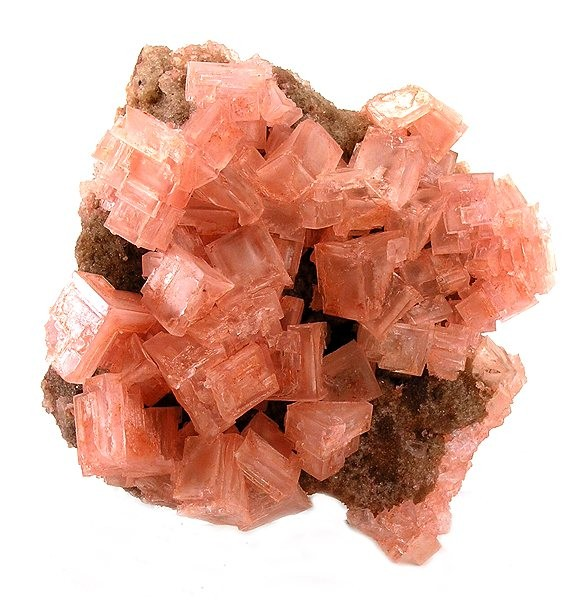
Halita de color rosa en matriz recubierta de nahcolita diminuta
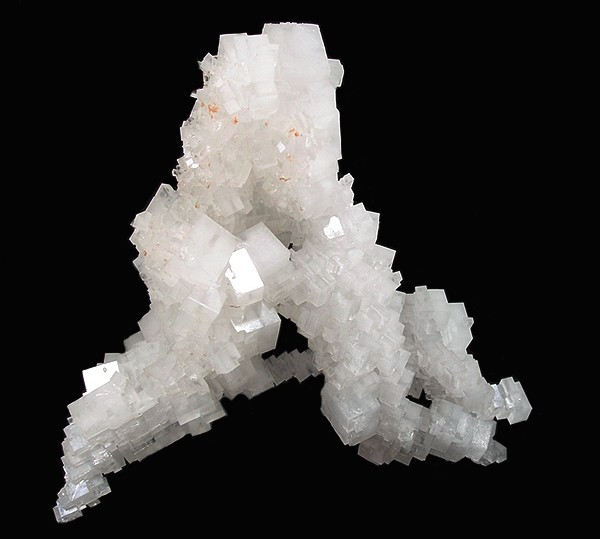
Halita de la mina Potash Corporation of Saskatchewan en Rocanville, Saskatchewan, Canadá.
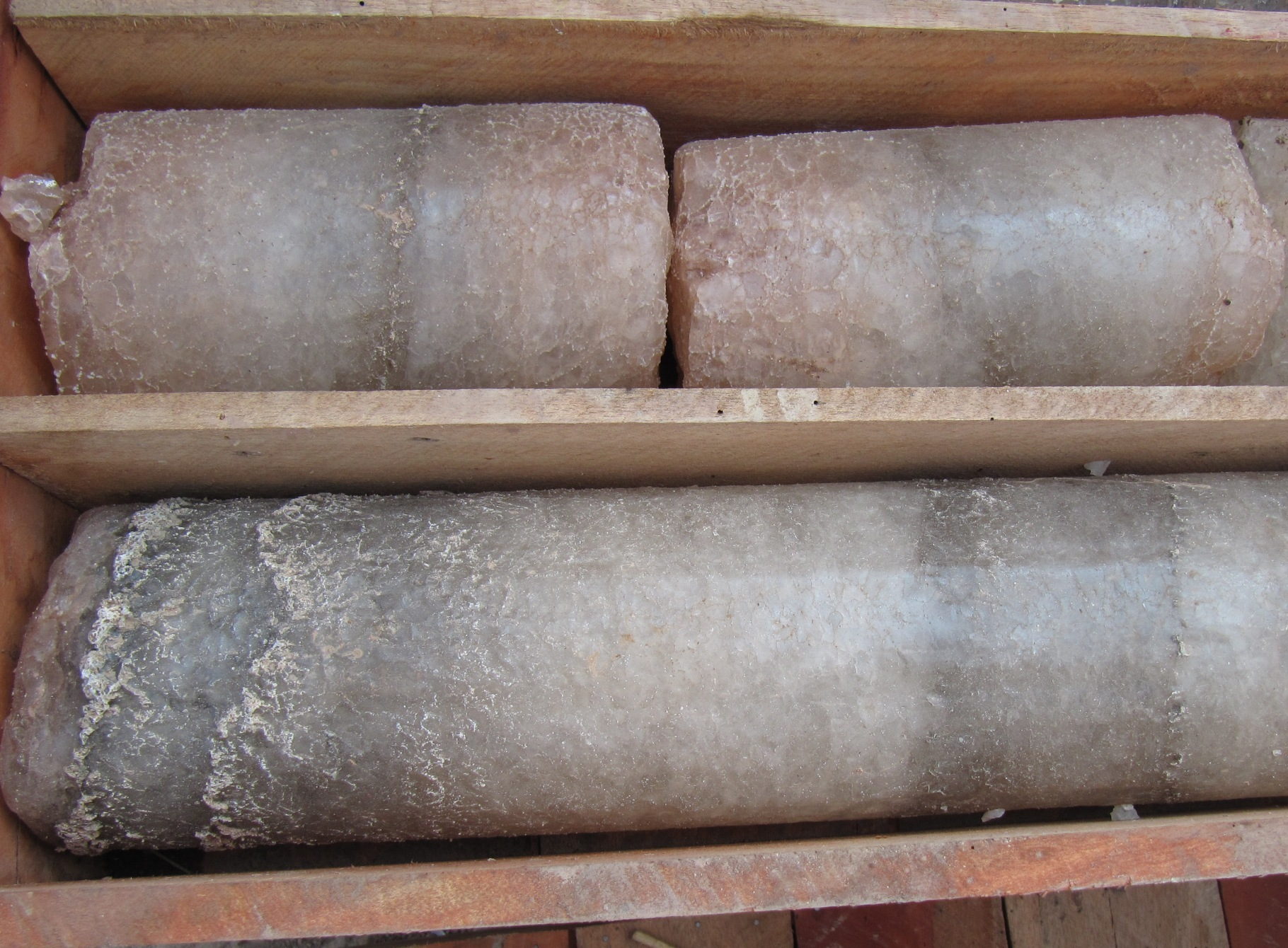
Muestra de Halite Bore, Laos.